# Ла Лама (Модена)
Ла Лама је насеље у Италији у округу Модена, региону Емилија-Ромања.
Према процени из 2011. у насељу је живело 5 становника. Насеље се налази на надморској висини од 1033 м.